# Peep and the Big Wide World
«Peep and the Big Wide World» - це канадсько-американський анімаційний телесеріал, створений 9 Story Entertainment, WGBH-TV, Eggbox LLC, Alliance Atlantis, National Film Board of Canada i Discovery Kids Original Production.

## Історія створення
Глядачі слідкують за Peep, Chirp та Quack, коли вони досліджують і досліджують навколишній світ. Після 9-хвилинного анімаційного сегмента є 2-хвилинний сегмент живих дій, де діти вивчають та демонструють ту саму тему, що представлена в анімаційному сегменті. Анімація складається з яскравих кольорів і простих форм.